# NGC 2221
NGC 2221 (również PGC 18833) – galaktyka spiralna (Sa), znajdująca się w gwiazdozbiorze Malarza. Odkrył ją 4 grudnia 1834 roku John Herschel.